# Kertaharja (Kramat)
Kertaharja is een bestuurslaag in het regentschap Tegal van de provincie Midden-Java, Indonesië. Kertaharja telt 3690 inwoners (volkstelling 2010).